# (44103) Aldana
(44103) Aldana (1998 GE1) – planetoida z pasa głównego asteroid okrążająca Słońce w ciągu 3,49 lat w średniej odległości 2,3 j.a. Odkryta 4 kwietnia 1998 roku.